# Đồng Văn Thanh
Đồng Văn Thanh (sinh ngày 24 tháng 6 năm 1969) là chính trị gia. Ông hiện là Phó Bí thư thường trực Thành ủy,  Chủ tịch Hội đồng nhân dân thành phố Cần Thơ. Ông từng giữ chức vụ Bí thư Tỉnh ủy Hậu Giang, Trưởng Ban Chỉ đạo phòng, chống tham nhũng, tiêu cực tỉnh, Chủ tịch Hội đồng nhân dân tỉnh Hậu Giang.
Đồng Văn Thanh là Đảng viên Đảng Cộng sản Việt Nam, học vị Cử nhân Khoa học xã hội, Cao cấp lý luận chính trị.

## Xuất thân và giáo dục
Đồng Văn Thanh sinh ngày 24 tháng 6 năm 1969 tại xã Yên Minh, huyện Ý Yên, tỉnh Nam Định, Việt Nam Dân chủ Cộng hòa; quê gốc ở xã Nhơn Ái, huyện Phong Điền, thành phố Cần Thơ. Ông lớn lên và theo học phổ thông nơi sinh ra ở miền Bắc. Thời thanh niên, từ tháng 10 năm 1992 đến tháng 11 năm 1993, ông theo học Trung cấp Lý luận chính trị. Sau đó, tháng 2 năm 1997, ông tới Thành phố Hồ Chí Minh, theo học Cử nhân Chính trị, nhận bằng Cử nhân Khoa học xã hội, Cử nhân Lý luận chính trị.
Ngày 30 tháng 11 năm 1989, ông được kết nạp Đảng Cộng sản Việt Nam, trở thành đảng viên chính thức vào ngày 30 tháng 11 năm 1990. Trong quá trình hoạt động Đảng và Nhà nước, ông theo học các khóa tại Học viện Chính trị Quốc gia Hồ Chí Minh, nhận bằng Cao cấp lý luận chính trị. Nay, ông thường trú tại ấp Nhơn Thọ I, xã Nhơn Ái, huyện Phong Điền, thành phố Cần Thơ.

## Sự nghiệp

### Thời kỳ đầu
Tháng 10 năm 1987, lúc 18 tuổi, Đồng Văn Thanh bắt đầu sự nghiệp của mình với vị trí ở quê nhà là Cán bộ thống kê Văn phòng Ủy ban nhân dân xã Nhơn Ái, huyện Phong Điền, tỉnh Hậu Giang. Tháng 1 năm 1989, ông là Chánh Văn phòng Ủy ban nhân dân xã Nhơn Ái. Bốn tháng sau, ông nhậm chức Bí thư Chi bộ ấp Nhơn Lộc I, xã Nhơn Ái; kiêm Chánh Văn phòng Đảng ủy xã Nhơn Ái. Tháng 10 năm 1991, ông là Ủy ban Ban chấp hành Đảng bộ Nhơn Ái, Bí thư Đoàn Thanh niên Cộng sản Hồ Chí Minh xã Nhơn Ái.
Tháng 11 năm 1993, khi mà Cần Thơ đã tách khởi Hậu Giang, ông nhậm chức Phó Bí thư Đảng ủy, Chủ tịch Hội đồng nhân dân xã Nhơn Ái, huyện Phong Điền, tỉnh Cần Thơ. Tháng 10 năm 1995, ông nhậm chức Phó Trưởng Ban Tuyên giáo Huyện ủy Châu Thành, tỉnh Cần Thơ. Đến tháng 2 năm 2000, sau khi tốt nghiệp bậc đại học ở Thành phố Hồ Chí Minh và trở về quê nhà, ông nhậm chức Phó Chánh Văn phòng Huyện ủy Châu Thành, tỉnh Cần Thơ. Tháng 1 năm 2001, ông trở thành Ủy viên Ban chấp hành Huyện ủy, Chánh Văn phòng Huyện ủy Châu Thành A, tỉnh Cần Thơ. Vào tháng 7 cùng năm, ông được bầu vào Ban Thường vụ Huyện ủy Châu Thành A. Sau đó, ông nhậm chức Phó Chủ tịch Ủy ban nhân dân huyện Châu Thành A từ tháng 1 năm 2004 đến tháng 5 năm 2007.

### Lãnh đạo cấp tỉnh
Tháng 6 năm 2007, Đồng Văn Thanh được điều về tỉnh lỵ, nhậm chức Phó Chánh Văn phòng Tỉnh ủy Hậu Giang. Tháng 10 năm 2010, tại Đại hội Đảng bộ tỉnh Hậu Giang, ông được bầu làm Ủy viên Ban chấp hành Đảng bộ tỉnh rồi trở thành Chánh Văn phòng Tỉnh ủy từ tháng 5 năm 2011. Sáng 27 tháng 8 năm 2014, Hội đồng nhân dân tỉnh Hậu Giang tổ chức kỳ họp thứ chín khóa VIII, bầu bổ sung chức danh nhiệm kỳ 2011 – 2016, bầu ông làm Phó Chủ tịch Ủy ban nhân dân tỉnh Hậu Giang với 100% tỷ lệ phiếu. Đến tháng 10 năm 2015, tại Đại hội Đảng bộ tỉnh, ông được bầu làm Tỉnh ủy viên rồi Thường vụ Tỉnh ủy, sau đó là Phó Chủ tịch Thường trực Ủy ban nhân dân tỉnh Hậu Giang; Đại biểu Hội đồng nhân dân tỉnh Hậu Giang. Ông đảm nhiệm cương vị Phó Chủ tịch Thường trực Hậu Giang tròn năm năm từ 2015 đến 2020, hỗ trợ và phối hợp với lãnh đạo là Lữ Văn Hùng.

### Chủ tịch UBND tỉnh Hậu Giang
Ngày 13 tháng 10 năm 2020, Hậu Giang tổ chức Đại hội Đảng bộ tỉnh khóa XIV, nhiệm kỳ 2020 – 2025 đã diễn ra, Đồng Văn Thanh được bầu làm Phó Bí thư Tỉnh ủy. Sáng 10 tháng 11 năm 2020, Kỳ họp thứ 18 Hội đồng nhân dân tỉnh Hậu Giang khóa IX đã bầu cử các vị trí tỉnh Hậu Giang nhiệm kỳ 2016 – 2021. Tại kỳ họp, Chủ tịch Ủy ban nhân dân tỉnh Hậu Giang Lê Tiến Châu được miễn nhiệm, đồng thời các đại biểu đã bầu Đồng Văn Thanh được bầu giữ chức Chủ tịch Ủy ban nhân dân tỉnh Hậu Giang, kế nhiệm với số phiếu đạt 41/43, tỉ lệ 95,3%. Ông được Thủ tướng Nguyễn Xuân Phúc phê chuẩn chức vụ vào ngày 30 tháng 11.

### Bí thư Tỉnh ủy Hậu Giang
Hội nghị Ban Chấp hành Đảng bộ tỉnh Hậu Giang ngày 01/12/2024, thống nhất bầu ông Đồng Văn Thanh, Chủ tịch UBND tỉnh, giữ chức Bí thư Tỉnh ủy nhiệm kỳ 2020-2025. 
Ngày 12 tháng 2 năm 2025, kỳ họp thứ 24 (kỳ họp chuyên đề) HĐND tỉnh Hậu Giang đã miễn nhiệm chức vụ Chủ tịch HĐND tỉnh Hậu Giang đối với ông Trần Văn Huyến và bầu ông Đồng Văn Thanh, Bí thư Tỉnh ủy Hậu Giang giữ chức vụ Chủ tịch HĐND tỉnh khóa X, nhiệm kỳ 2021-2026.

## Khen thưởng
Trong sự nghiệp, Đồng Văn Thanh được giao những giải thưởng như:
- Bằng khen Thủ tướng Chính phủ năm 2007, 2015, 2019